# Buzád (keresztnév)
A Buzád magyar eredetű férfinév, a növénynévnek, illetve az ebből származó Búza személynévnek a -d kicsinyítőképzős származéka.

## Gyakorisága
Az 1990-es években szórványos név, a 2000-es években nem szerepel a 100 leggyakoribb férfinév között.

## Rokon név
- Buzát:[1] a név alakváltozata[2]

## Névnapok
- április 30.[2]
- október 14.[2]
- december 8.[2]